# Парамонов, Борис Михайлович
Бори́с Миха́йлович Парамо́нов (род. 20 мая 1937 года, Ленинград) — русский и американский философ

, культуролог, эссеист, поэт, радиоведущий.

## Биография
Из семьи номенклатурного работника, в 1952 году репрессированного по «Ленинградскому делу».
Учился в ленинградской 222-й школе. Служил в армии. Работал в «Лениздате». Окончил вечернее отделение Исторического факультета Ленинградского государственного университета и в 1967 году аспирантуру философского факультета, на кафедру истории философии которого был зачислен в 1968 году, оказавшись единственным на факультете беспартийным преподавателем. В 1971 году защитил кандидатскую диссертацию «Славянофильство и кризис русской религиозной философии». В 1974 году вынужден был уволиться[прояснить] и работал затем в ленинградской Высшей профсоюзной школе культуры.
К этому времени у Парамонова развивается склонность к неподцензурной эссеистике, вдохновленной отчасти фильмом А. Тарковского «Зеркало», рассказывающего, по толкованию Парамонова, о мудрости, заложенной в нас катастрофическим опытом отечественной истории, научившей верить не мифам, но — себе. Тогда же пишется первый вариант статьи «Культ личности как тайна марксистской антропологии», ставшей известной в самиздате. Значение творчества П. — в открытии запретных тем, в преодолении мнимых очевидностей, в интеллектуальной насыщенности и щедрости метода, в известной степени провокативного. Но это провокативность всегда неоднозначного, близкого к художественному (и потому — антиномичного) воплощения, а не провокативность какой бы то ни было идеологии. Любая идеология антибытийственна. Если опыт П. чему-то и учит, так это — адогматическому мышлению. Речь у него всегда идет о выявлении противоречий, а не об их устранении. То есть — о творческом начале, о завязи. А для этого нужна воля к художественной, словесной выразительности, неотделимой у П. от интеллектуального усилия «мысль разрешить», говоря словами Достоевского, много значившего в духовном становлении П. Столь же важны в этом отношении и ранняя восприимчивость П. к насквозь художественному методу философствования В. В. Розанова вкупе с психоаналитическими концепциями З. Фрейда и — позже — К. Юнга. Исключительное место в становлении миросозерцания П. занял также Н. А. Бердяев с его персонализмом и дуалистической трактовкой проблем свободы и Бога. Основные сюжеты П. почерпнуты из русской культуры, истории, литературы. Подробно писал он, кроме названных авторов, о славянофилах и западниках, об авторах круга «Вех», о представителях формальной школы в литературоведении, о Н. Гоголе, А. Чехове, Ф. Сологубе, М. Горьком, Б. Пастернаке, И. Эренбурге, М. Цветаевой, А. Платонове, А. Солженицыне.
В 1977 г. эмигрировал, жил в Италии, по приезде написав окончательный вариант работы «Культ личности…» (входит в сб. П. «След»), тут же переведённой на итальянский и напечатанной. Направление тогдашней мысли П. способствовало его контактам с итальянскими католическими кругами, которым он в конце концов предпочёл независимую жизнь.
В 1978 г. уехал из Италии, поселившись в Нью-Йорке. В США был привлечён А. И. Солженицыным к работе над созданием истории русской консервативной мысли. Двухлетний труд остался незавершённым, но отдельные его главы появились в печати (о Б. Н. Чичерине, о славянофильстве), другие неоднократно использовались П. в радиопередачах на «Радио Свобода», которые он вёл. В США П. сначала работал как внештатный сотрудник «Радио Свобода» и Би-Би-Си, с 1986 по 2004 — в штате «Радио Свобода». С 1989 по 2004 вел еженедельную программу «Русские вопросы». Затем в программе Ив. Толстого «Поверх барьеров», уже без обязательной регулярности, выступал с передачами, аналогичными «Русским вопросам», и около года вёл рубрику «Русские европейцы», легшую в основу книги «Мои русские». Радиоскрипты П. никогда не были импровизацией, всегда предварительно записывались на бумагу, некоторые из них впоследствии публиковались как в периодике, так и в сборниках П. Всего за время сотрудничества П. с Радио Свобода у него накопилось около 1000 скриптов.
Из замыслов, берущих начало ещё в доэмигрантском, ленинградском периоде жизни П., существенно важна, законченная лет через десять после отъезда, уже в Нью-Йорке, работа «Горький, белое пятно». В ней рассматривается в глубине своей так и оставшийся непроявленным тип мышления советского классика. Окончательной оценки личности М. Горького автор не даёт.
До начала 1990-х гг. печатные тексты П. редко доходили до СССР, да и появлялось его крупных работ немного — в «Континенте» и «Гранях» — в те два года, когда этим журналом руководил Г. Владимов. В 1986 П. публикует статью «Низкие истины демократии: Опыт вынужденного понимания». Её постулат обдуман и взвешен: «У нас нет надобности отрицать все то, что говорят критики о буржуазном утилитаризме, формализме и эгоизме, питающих демократию и питаемых ею. Но мы способны показать то, что все эти, столь несимпатичные для этического идеализма, качества как раз и создают подлинно этический фундамент демократии — фундамент куда более прочный, чем тот, который могут дать самые возвышенные моральные устремления» (С. 225).
Ещё углублённей с точки зрения наполненности этической проблематикой явилась статья П. «Конец стиля (постмодернизм)», давшая название сборнику и затрагивающая, кроме этики, и эстетику, и политику. Её историческая перспектива восходит к идеям О. Шпенглера и ставит коренной вопрос о демократии, о её цене: если мы готовы за неё сражаться, то должны быть готовыми за её блага жертвовать высокими культурными ценностями. Надо любить только необходимое или не любить ничего.
В 1985 он публикует статью под заглавием вроде бы «краеведческим»: «Канал Грибоедова», исследование о грядущей номенклатурной приватизации в СССР как цены, за которую коммунисты могут отдать власть без кровопролития.
О последней книге П. «Мои русские» А. Генис говорит: её «…надо понимать как „Мой Пушкин“ Цветаевой. Книга получилась даже не субъективным, а интимным обзором персонажей отечественной культуры, „русскость“ которой автор смакует и утрирует. И это приоткрывает второй, сокровенный смысл парамоновского опуса: приобщить читателей, как своих, так, очень надеюсь, и чужих, к чисто русскому уму и характеру».
На вопрос Гениса, как оценивать тех русских, кто самоопределился в противостоянии к Западу, к примеру славянофилов, ответ автора книги сводился к следующему:
«Тут всё дело в том, что считать Европой. Нельзя её сводить к известному набору универсалистских концепций — вроде рационального знания или, скажем, политической демократии. Европейская культурная история много богаче той картины, которую застали славянофилы, вернее, той картины, которую они сами составили о Европе. Они ведь были самыми настоящими романтиками, были русской ветвью мирового романтического движения, которое росло и ширилось с самого начала XIX века. Это давно уже было замечено, эта близость их к романтизму, особенно в немецком его изводе, в так называемом йенском романтизме. Или другой пример того же рода — Солженицын. Его антизападническая позиция хорошо известна, но он ведь сам являет очень остро выраженный тип европейского мышления, не современного, конечно. Солженицын — тип пуританина, то есть в глубине европейский. Это рыцарь веры Авраам, если воспользоваться философемой Кьеркегора. То есть Россия даёт примеры типа мышления, да и жизненного действования, свойственного Европе на глубине её истории. Россия — страна, на своих вершинах отнюдь не чуждая европейской, западной культурной традиции. Вектор её движения именно туда, её клонит на Запад, несмотря на все отклонения» (Радио Свобода. 29 дек. 2012).
В постсоветские годы Парамонов вёл рубрику «Философский комментарий» в журнале «Звезда», несколько раз приезжал в Россию и СПб., в том числе в 2011, в творческом плане наиболее продуктивном, завершившимся стихотворным циклом «Поездка на родину», с такими строфами о «любви к отеческим гробам»:
«Прикосновенье сохраните

умелых рук вы:

покойник нем, но на граните

толковы буквы.

Веками каменные книги,

а не моментом,

лексемы древние exegi

и monumentum.

Я жил тогда и буду снова

в надгробных высях,

коль букву „аз“ и букву „слово“

на камне высек» (С. 3).
Борис Парамонов — лауреат нескольких премий, в том числе премии журнала «Звезда» (1993), петербургской «Северной Пальмиры» (1995), Пушкинской премии Фонда Тепфера (2005), премии «Либерти» (2006) за укрепление культурных связей между Россией и США. Его эссеистика переведена на английский, болгарский, иврит, итальянский, эстонский.

## Сочинения
- Парадоксы и комплексы Александра Янова // Континент. 1979. — № 20;
- Уроки Запада // Континент, 1981. — № 29.
- Набоков в Америке // Грани, 1982. — Вып. 125.
- Частная жизнь Бориса Пастернака // Континент. 1983. — № 35;
- Языки культуры и эсперанто коммунизма // Третья волна, 1983. — № 15.
- Славянофильство // Грани. 1985. — № 135;
- Канал Грибоедова // Грани. 1985. — № 138;
- Кое-что о Чехове. // Страна и мир. 1986. — № 11.
- Маргарет Митчелл и Третий русский ренессанс // Bpемя и мы, 1986. — № 91.
- Низкие истины демократии: Опыт вынужденного понимания // Грани. 1986. — № 139;
- Выживание поэта. — Грани, 1986. — Вып. 140.
- Низкие истины демократии. — Грани, 1986. — № 139.
- Чевенгур и окрестности // Континент. 1987. — № 54;
- Американец Розанов. // Страна и мир, 1987. — № 3.
- Горький, белое пятно. — Континент, 1988. — Вып. 58.
- Из града Китежа на Брайтон-бич. К спорам о русской интеллигенции // Страна и мир, 1988. — № 5.
- Пантеон. Демократия, как религиозная проблема // Страна и мир, 1988. — № 1.
- Власть народа // Страна и мир, 1989. — № 6.
- Смерть Чапека, или о демократии // Страна и мир, 1989. — № 1.
- Непрошенная любовь: Маркиз Кюстин в России // Bpемя и мы, 1993. — № 119.
- Портрет еврея. — СПб.-Париж. 1993;
- Маркиз де Кюстин: Интродукция к сексуальной истории коммунизма // Звезда. 1995. — № 2;
- Формализм: метод или мировоззрение? // НЛО. 1996. — № 14;
- Конец стиля. — СПб.-М., 1997;
- Солдатка // Звезда. 1997. — № 6;
- Снисхождение Орфея. — Таллинн. 1997;
- След: Философия. История. Современность. — М., 2001;
- МЖ: Мужчины и женщины. — М., 2010;
- Только детские книги читать // Звезда. 2012. — № 4;
- Поездка на родину // Звезда. 2012. № 5; Мои русские. — СПб., 2013.